# Tolania opponens
Tolania opponens är en insektsart som beskrevs av Walker. Tolania opponens ingår i släktet Tolania och familjen hornstritar. Inga underarter finns listade i Catalogue of Life.